# Бал охоплених полум'ям

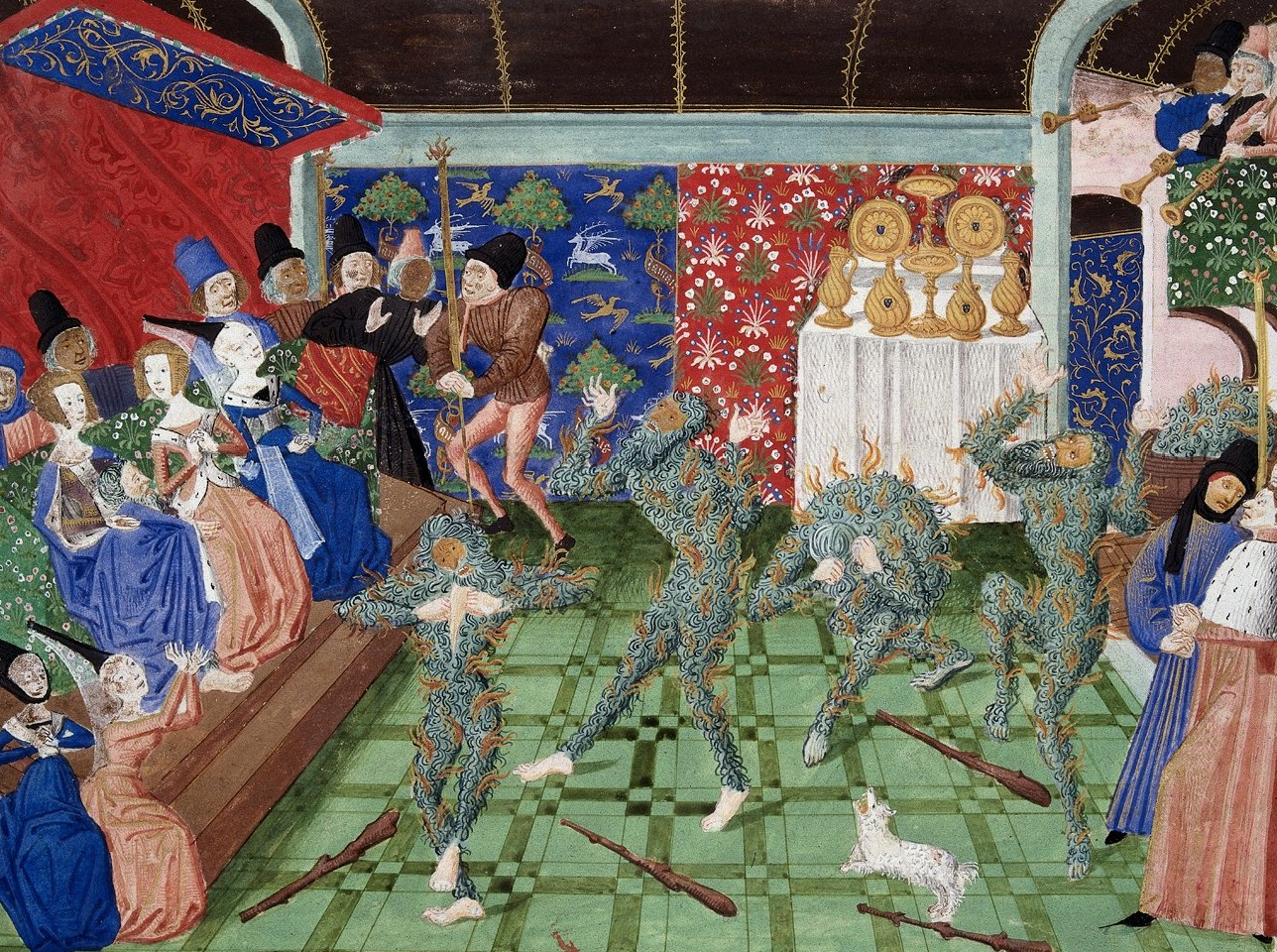
«Бал охоплених полум'ям». Мініатюра з «Хронік» Фруассара

«Бал охоплених полум'ям» (фр. Bal des ardents) — паризький бал-маскарад 28 січня 1393 року, на якому в результаті трагічної випадковості ледь не загинув король Карл VI, але заживо згоріло кілька його придворних. Цей епізод погіршив нестійкий психічний стан короля, який незадовго до того став проявляти перші ознаки душевної хвороби. 
З нагоди весілля однієї зі своїх фрейлін, Катерини де Фатоврен, королева Ізабелла Баварська давала бал-маскарад в палаці Сен-Поль в Парижі. Згідно зі звичаєм, під час весілля вдови, що повторно виходила заміж, влаштовували «шаріварі» — жартівливий бал, з грою на каструлях і мисках, легковажними танцями і різними дурощами. Король з'явився на свято в супроводі кількох молодих придворних: графа де Жуана, бастарда Івена де Фуа, Еймара де Пуатьє, Ожьє де Нантує і Гуго де Гісе, одного зі своїх зброєносців. Король і його супутники були в масках і костюмах «диких людей» — в щільних лляних шатах, обмазаних воском (або пеком) з приклеєним зверху розпатланим прядивом, що зображувало шерсть. Всі «дикуни», крім короля, були по черзі скуті ланцюгами.
За спогадами сучасників, король підійшов привітатися до герцогині Беррійської, своєї тітки, яка не впізнала його під маскою. Решта «дикунів» стали запрошувати на танець дам. 
Брат короля, Людовик Орлеанський, підніс факел занадто близько до одного з ряджених, і костюм, просочений воском, спалахнув, полум'я передалося від одного «дикуна» до іншого, почалася пожежа; гості кинулися до дверей, де негайно утворилася тиснява. Бастард де Фуа знайшов в собі сили крикнути «Рятуйте короля!», але єдиною, кому вдалося не втратити голову, виявилася юна герцогиня Беррійська, яка накинула на короля свій довгий шлейф і так погасила на ньому полум'я. Ожьє де Нантує зумів врятуватися, звільнившись від ланцюгів і кинувшись в чан з водою для миття посуду, однак решта отримали смертельні опіки і померли кілька днів по тому. 

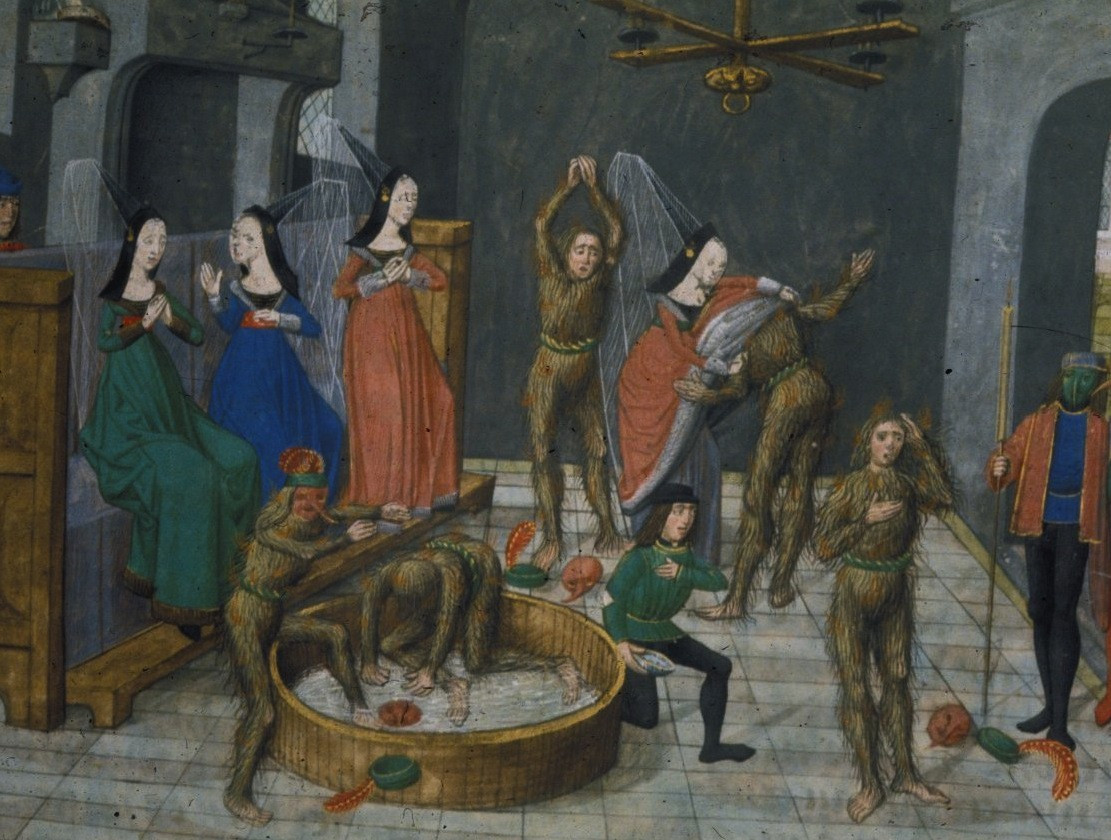
Бал охоплених полум'ям з «Хронік» Фруассара, 1483 року

Герцог Орлеанський, який звинувачував у події себе, наказав збудувати за власний кошт Орлеанськую каплицю, яка розташовувалася біля Целестинської церкви, де молився за душі загиблих. 
Від виду палаючих заживо людей нетвердий розум короля знову затьмарився, і протягом декількох днів він не впізнавав нікого навколо, відмовлявся від свого імені і сану, запевняв, що ніколи не був одружений і не має дітей, дратувався, коли до нього намагалася підійти королева, і голосно вимагав «прибрати від нього цю жінку, яка за ним стежить».

## У художній літературі
- Подія лягла в основу розповіді Едгара По «Жабеня».